# Phallocryptus wrighti
Phallocryptus wrighti är en kräftdjursart som först beskrevs av Smirnov 1948.  Phallocryptus wrighti ingår i släktet Phallocryptus och familjen Thamnocephalidae. Inga underarter finns listade i Catalogue of Life.